# غوستا ماجنوسون
غوستا ماجنوسون (بالسويدية: Gösta Magnusson)‏ هو رباع سويدي، ولد في 1915 في أوربرو في السويد، وتوفي بنفس المكان في 1948.

## وصلات خارجية
- غوستا ماجنوسون على موقع أوليمبيديا (الإنجليزية)
- غوستا ماجنوسون على موقع اللجنة الأولمبية السويدية (السويدية)